# 网络社区
网络社区（英語：Online Community）是存在于互联网上供其会员自由交流的虚拟社区（又称为在线社区，Web社区）。网络社区由一个信息发布系统组成，如BBS或者个人博客。网络社区已经成为对人们在现实生活中社会关系的一种补充。网络社区由各种混合的社交软件组成，包括网络聊天室、论坛，成员可以通过文字、声音、视频等来交流。网络社区的成员主要通过Internet进行交互。对于许多人来说，在线社区可能感觉像家一样，由“無實體的朋友家庭”组成，此外，这些“朋友”可以通过游戏社区和游戏公司建立联系。
在线社区可以充当信息系统，成员可以在其中发帖、评论讨论、提供建议或协作，还包括医疗建议或特定的医疗保健研究。通常，人们通过社交网站、聊天室、论坛、电子邮件列表和讨论板进行交流，并且也已进入日常社交媒体平台。这包括Facebook、Twitter、Instagram、Discord等。人们还可以通过视频游戏、博客和虚拟世界加入在线社区，并有可能在约会网站或约会虚拟世界中结识新的重要人物。
Web 2.0 网站的兴起使得实时沟通和人际联系更加便捷，并催生了新的信息交换方式。然而，这些互动也可能导致社交互动的衰退，或滋生更多负面和贬损性的言辞，与之相关的种族主义、欺凌、性别歧视等言论也可能被调查并被关联到网络社区。

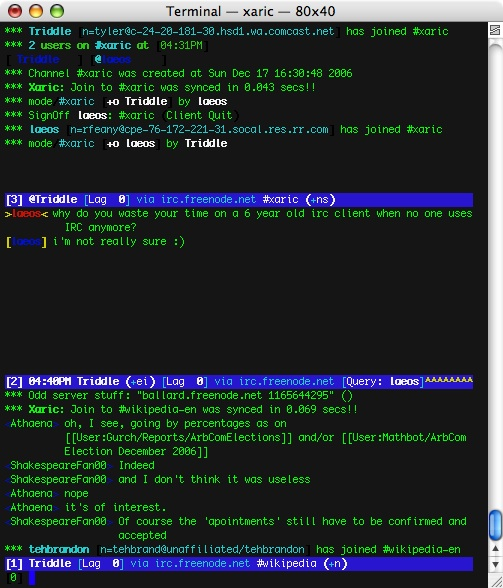
Xaric screen shot

## 目的
数字社区（网络社区以及通过Xbox和PlayStation形成的社区）为用户提供了一系列的服务平台。有人认为，数字社区可以满足需求层次理论。其允许不同文化背景的人在世界各地进行社会交往，否则他们可能不会有机会见面。网络社区的另一个主要用途是获取和交流信息。即使是很小的社区，也有可能找到同样对某一主题感兴趣的人，并寻求和分享关于某一主题的信息，而这些人在离线时并不在附近。这导致了一系列基于健康、就业、财务和教育等领域的流行网站的出现。在线社区对公司的营销和推广来说是至关重要的。
网络社区也出现了意想不到的创新用途：社交网络被用于冲突中，以提醒公民攻击即将发生。联合国认为网络，特别是社交网络是冲突和紧急情况下的重要工具。
网络社区越来越受欢迎，目前流量最大的20个网站中，有6个是基于社区的网站。这类网站的流量预计会增加，因为根据欧洲旅游委员会的估计，到2015年底，全球42%的人口将接入互联网，而2006年只有17.6%，谷歌现任主席埃里克·施密特表示，他相信到2020年，整个世界都将有互联网接入。

## 分类
在线社区是动态的，有研究人员和组织正在努力对其进行分类。例如，了解特定类型社区的安全、访问和技术要求是很重要的，因为它可能从一个开放的论坛发展到一个私人的、受管制的论坛。一些作者研究了在线社区，以更好地了解它们的结构。有人认为，可以根据网络社区的技术方面，例如是否可以由许多人创建和编辑页面，如包括维基百科在内的维基，或者是否只有某些用户可以发布条目和编辑它们，如大多数博客的情况，将网络社区分类。另一种方法认为，"网络社区 "是一种隐喻，贡献者积极地协商该术语的含义，包括价值观和社会规范。
一些研究探讨的是网络社区的用户。Amy Jo Kim对网络社区互动的仪式和阶段进行了分类，并称其为 "会员生命周期"。克莱·薛基谈到了社区实践，其成员为了使某些东西变得更好或提高某种技能水平而相互协作和帮助。使得这些社区结合在一起的是对某一事物的 "爱"，这表现在成员在没有任何经济利益的情况下不遗余力地提供帮助。Campbell等人在部落类型学的基础上发展了一个分析网络社区的特征理论。在他们调查的社区中，他们确定了三种性格类型：
1. 大人物（通过亲自承受许多冲突，为社区提供某种形式的秩序和稳定）
2. 巫师（不会与社区中的其他人进行互惠）
3. 捣蛋鬼（通常是一个滑稽而复杂的人物，在世界大多数文化中都可以找到）

2001年麦肯锡公司的一项研究表明，只有2%的交易网站客户在第一次购买后返回，而60%的在线社区新用户在第一次体验后开始使用并定期访问这些网站。在线社区改变了零售公司的游戏规则，迫使他们改变其商业策略。公司必须更多的联网，调整计算，并改变他们的组织结构。这导致公司与制造商的沟通发生变化，包括为进一步提高生产力和利润而共享和提供信息。因为所有领域的消费者和客户都开始习惯于更多的在线互动和参与，所以必须考虑做出调整，以保持受众的兴趣。
"虚拟定居"的四个要求包括：互动性、各种交流者、成员可以见面和互动的共同公共场所，以及长期持续的成员资格。基于这些要求，可以说像Twitter这样的微型博客可以被归类为网络社区。

## 网络社区的生命周期理论
网络社区的发展总是遵循一定的轨迹发展的。这些轨迹是由一系列的发展阶段构成的。从一开始的早期阶段到结束阶段。一个网络社区在不同的阶段有不同的需求。网络社区的发展可以通过发展速度、用户的活跃程度和社区价值来衡量。许多社区管理者被动地随机地管理他们的网站。